# Afzelia xylocarpa
Афцелія ксилокарпа (Afzelia xylocarpa) — листяне дерево роду афцелія (Afzelia).

## Будова

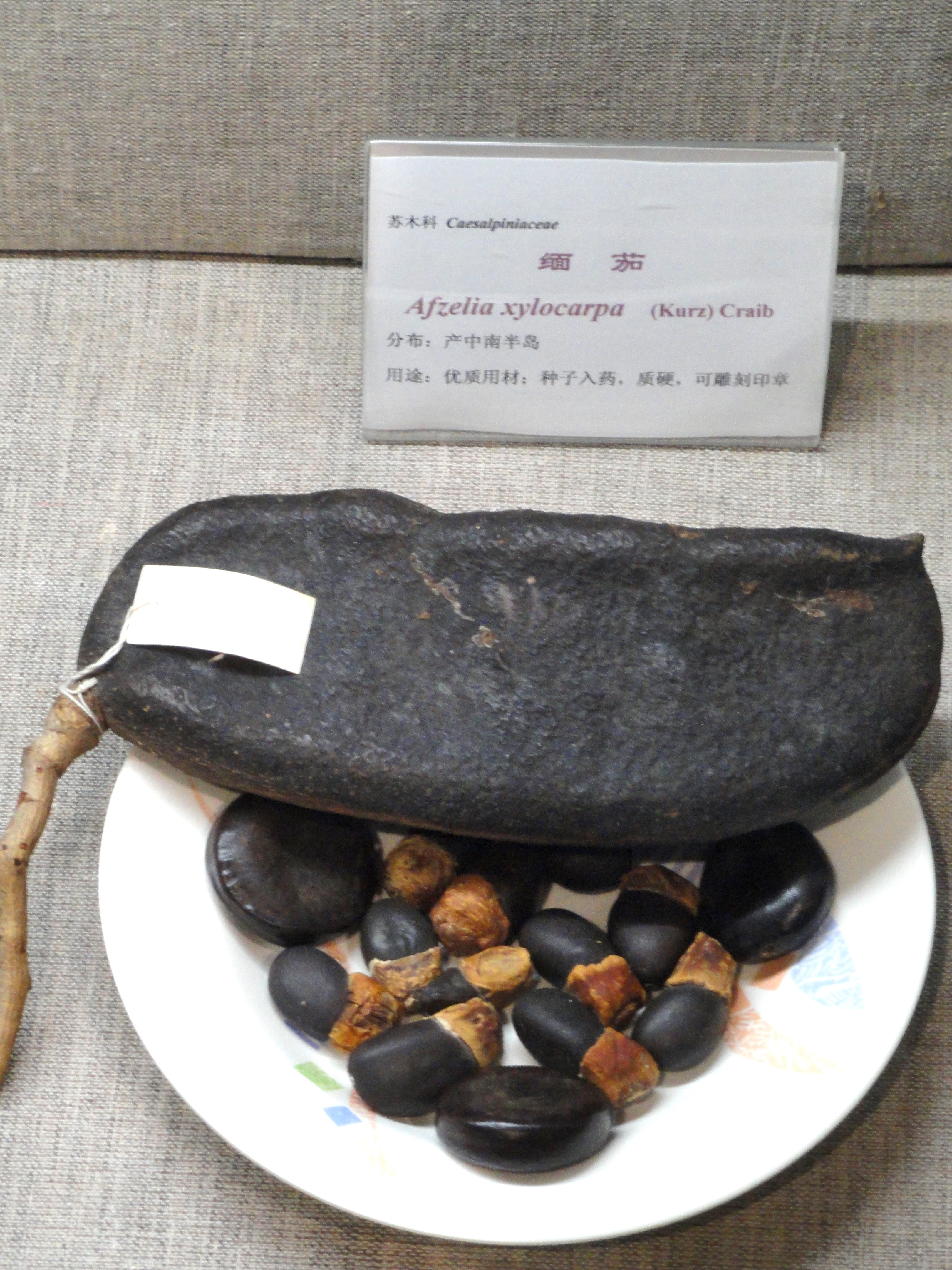
Плід та насіння

Дерево заввишки 15 — 25 метрів, хоча зустрічаються винятки заввишки 40 метрів. Крона кругла. Стовбур 90 — 150 см в діаметрі переважно вигнутий з численними підпорами. Плід — великий чорний задерев'янілий стручок.

## Поширення та середовище існування
Походить з Південно-Східної Азії. Росте у густих лісах на межі вічнозелених і сухих диптерокарпових.

## Практичне використання
Має цінну деревину. Через інтенсивну вирубку зараз важко знайти доросле велике дерево. Вирощується у Китаї для медичних цілей.

## Природоохоронний статус
Згідно даних Міжнародного союзу охорони природи належить до видів, які перебувають під загрозою зникнення.